# Ole Bremseth
Ole Bremseth, norveški smučarski skakalec, * 2. januar 1961, Hokksund, Norveška.
Na svetovnem prvenstvu v Oslu leta 1982 je posamično osvojil bronasto medaljo na mali skakalnici, z norveško ekipo pa je bil zlat na veliki napravi. V sezoni 1981/82 je osvojil šest zmag za svetovni pokal. Po  sezoni 1985/86 je zaključil kariero, potem, ko že tri sezone ni nastopal v svetovnem pokalu.   

## Dosežki

### Zmage
| Sezona  | Država/Prizorišče |
| ------- | ----------------- |
| 1981/82 | Lahti             |
| 1981/82 | Lahti             |
| 1981/82 | Strbske Pleso     |
| 1981/82 | Strbske Pleso     |
| 1981/82 | Planica           |
| 1981/82 | Planica           |